# Bruce Kulick
Bruce Howard Kulick (Brooklyn, New York, 1953. december 12. –) amerikai zenész, gitáros, a Kiss együttes szólógitárosaként vált ismertté. Jelenleg a Grand Funk Railroad tagja.

## KISS (1984–1996)
1984 szeptemberében, Mark St. John kiválása után került a zenekarba, mint szólógitáros. A zenekarban eltöltött 12 éve alatt Bruce sosem viselt maszkot, és Ace Frehley után Ő volt az első gitáros, aki huzamosabb ideig a zenekarban tudott maradni. Összesen 7 albumon hallható a játéka (Asylum, Crazy Nights, Hot in The Shade, Revenge, Alive III, KISS Unplugged, Carnival Of Souls: The Final Sessions). 1996-ban összeállt a régi KISS az eredeti tagokkal, ezért Bruce-nak, és Eric Singer-nek távoznia kellett. Ezzel egy hosszú fejezet zárult le a KISS történelmében.
A Carnival Of Souls: The Final Sessions album I Walk Alone című számában Bruce énekel. Ez az egyetlen KISS dal amiben Ő énekel.

## Union
Miután kilépett a Kiss együttesből, összeállt John Corabival (ex-Mötley Crüe) James Hunting basszusgitárossal és Brent Fitz dobossal. Megalakult a Union együttes. Fennállásuk során 3 albumot adtak ki.
2005-ben kiadták az első Union DVD-t, Do Your Own Thing Live címmel. A DVD két teljes Union koncertet tartalmazott, valamint bonus anyagot.

## Grand Funk Railroad
2001-ben csatlakozott Grand Funk Railroad-hoz, és azóta is a zenekar gitárosa.

## Szóló
Bruce összesen 3 szólóalbumot adott ki. 2001-ben Audio Dog címmel, 2003-ban Transformer néven, és 2010-ben BK3 címmel. Az utolsó lemezen olyan művészek működtek közre, mint Steve Lukather, Gene Simmons, John Corabi, Tobias Sammett, Nick Simmons (Gene Simmons fia), Brent Fitz, és Eric Singer.

## Magánélete
Van egy testvére, Bob Kulick. Ő szintén gitáros, többek közt Paul Stanley 1978-ban megjelent szólólemezén gitározott, és 1989-es klub-turnéján is részt vett.

## Diszkográfia

### Billy Squier
- Tale of the Tape (1980)

### Blackjack
- Blackjack (1979)
- Worlds Apart (1980)

### The Good Rats
- Great American Music (1981)

### Michael Bolton
- Michael Bolton (1983)
- Everybody's Crazy (1985)

### KISS
- Asylum (1985)
- Crazy Nights (1987)
- Hot in the Shade (1989)
- Revenge (1992)
- Alive III (1993)
- KISS Unplugged (1996)
- Carnival Of Souls: The Final Sessions (1997)

### Union
- Union (1998)
- Live in the Galaxy (1999)
- The Blue Room (2000)
- Do Your Own Thing DVD – Live(2005)

### Eric Singer Project
- Lost & Spaced (1998)
- ESP (1999)
- Live In Japan (2006)
- Live at the Marquee DVD (2006)

### Szóló
- Audio Dog (2001)
- Transformer (2003)
- BK3 (2010)

### Egyéb munkák
- Don Johnson: Let It Roll (1989)
- Graham Bonnet: The Day I Went Mad (1999)
- Eric Carr: Rockology (2000) Produced by Bruce Kulick
- KISS Tribute Spin The Bottle (2004)
- Gene Simmons: Asshole (2004)
- Bruce and Bob Kulick: KISS Forever (2005) KISS Instructional DVD
- Lordi: The Arockalypse (2006)
- Paul Stanley: Live to Win (2006)
- Michael Schenker: Doctor, Doctor – The Kulick Sessions (2008)
- Led Box – The Ultimate Led Zeppelin Tribute: Dazed & Confused (2008)

## Fordítás
- Ez a szócikk részben vagy egészben  a   Bruce_Kulick című angol Wikipédia-szócikk fordításán alapul.  Az eredeti cikk szerkesztőit annak laptörténete sorolja fel. Ez a jelzés csupán a megfogalmazás eredetét és a szerzői jogokat jelzi, nem szolgál a cikkben szereplő információk forrásmegjelöléseként.